# خرسا
خرسا قرية فلسطينية تتبع دورا في محافظة الخليل، تقع على بعد 20 كم جنوب غرب مدينة الخليل، ويحدها من الشرق طرامة ومن الشمال دورا ومن الجنوب الصرة وإمريش، وهي ترتفع 632 مترًا عن سطح البحر، وبلغ عدد سكانها 3440 نسمة عام 2007